# Arp 273
Arp 273 — група взаємодіючих галактик в сузір'ї Андромеди, що знаходиться на відстані 300 млн. світлових років від Землі, в області простору між «зіркою демона» (Алголь) ліворуч, і «сандалією Андромеди» (Аламак) праворуч. Вперше описана в Атласі пекулярних галактик, складеному Арпом Хелтоном в 1966. Більша з спіральних галактик відома як UGC 1810 і приблизно в п'ять разів важче сусідньої. Її диск становить розоподібну форму із галактикою-супутником, що відома як UGC 1813. В ядрі меншої галактики помітні ознаки активного зореутворення і, ймовірно, вона пройшла через більшу.
|  | Arp 273 в сузір'ї Андромеда |